# Ecuador ai Giochi della XX Olimpiade
L'Ecuador partecipò ai Giochi della XX Olimpiade che si sono svolti a Monaco di Baviera dal 26 agosto all'11 settembre 1972, con una delegazione di tre atleti impegnati in altrettante discipline. Il portabandiera fu il futuro presidente della repubblica Abdalá Bucaram. Fu la terza partecipazione di questo paese ai Giochi estivi. Non fu conquistata nessuna medaglia.